# Rezső Sugár
Dans le nom hongrois Sugár Rezső, le nom de famille précède le prénom, mais cet article utilise l’ordre habituel en français Rezső Sugár, où le prénom précède le nom.
Rezső Sugár (né à Budapest le 9 octobre 1919 et mort dans la même ville le 22 septembre 1988) est un compositeur hongrois, lauréat des prix Erkel et Kossuth, professeur de musique et père du compositeur Miklós Sugár.

## Biographie
Son père était chef d'orchestre et organiste à l'église paroissiale Saint-Aymeric à Budapest. À l'adolescence, il commence ses études à l'Université de musique Franz-Liszt en 1937, où il est l'élève de Zoltán Kodály. En 1943, il obtient son diplôme d’enseignant. Il commence sa carrière comme professeur de musique au lycée jusqu'en 1946, puis de 1946 à 1949, il travaille à l'École supérieure de musique de la capitale.
À partir de 1949, il enseigne à l'Académie de musique Béla Bartók, puis à partir de 1966, il est professeur à l'Université de musique Franz-Liszt, et en 1968, il est directeur de cet établissement jusqu'en 1979.
Rezső Sugár appartient à la dernière génération des élèves de Kodály, dont l'influence est sensible dans ses compositions. Il a composé dans de nombreux genres comprenant de la musique symphonique, musique de chambre, oratorios, pièces pour piano, chants, œuvres chorales, etc.
Sugár est indéniablement un compositeur hongrois trouvant son style dans la tradition musicale de son pays, le caractère original de ses œuvres s'inspire souvent de la musique folklorique de son pays.
L'une de ses œuvres les plus connues est l'oratorio Hősi ének, sur un livret de József Romhányi, créé par la radio hongroise en octobre 1952 et interprétée par l'orchestre de la Radio hongroise.
En reconnaissance pour son travail de compositeur, l'institut d'éducation artistique primaire de Dabas porte son nom.

## Principales œuvres
- 1941–1942

Vonóstrió
- 1943

Szerenád, pour deux violons et alto
- 1946

Hegedű-zongora szonáta
- 1947, 1950, 1969

Három vonósnégyes
- 1948

Divertimento
- 1951

M. Hunyadi (Hősi ének), oratorio
- 1954

Szvit
Nyitány
- 1955

Szimfonietta
- 1958

Kőmíves Kelemen, cantate
Frammenti Musicali, sextuor pour instruments à vent et piano
- 1959

Rhapsodie, pour violoncelle et piano
- 1961
- A tenger lánya (La fille de la mer), ballet
- 1962
- Concerto in memoriam Béla Bartók
- 1966

Metamorfosis
- 1967
- Partita
- 1970

Sinfonia a variazione
- 1973

Epilogus
- 1975

Paraszti háború, oratorio
- 1976
- Concertino pour orchestre de chambre
- 1978

Pasztorál és rondó
- 1979

Savonarola, oratorio

## Prix
- Prix Ferenc Erkel (1953)
- Prix Kossuth (1954)
- Kiváló tanár (1965)
- Érdemes művész (1976)
- Prix Bartók–Pásztory (1986)

## Discographie
- Concerto in memoriam Béla Bartók / Sinfonia a variazione / Epilogue, HCD 31189, 1996
- Savonarola - oratorio, HCD 12518, 1997
- Hunyadi - Hősi ének szólóénekesekre, kórusra és zenekarra (heroic song for solos, chorus & orchestra), HCD 31794, 2000
- Arany felhők – Kortárs magyar dalok (Golden Clouds – Hungarian Contemporary Songs), 2000
- Barokk szonatina / 2. és 3. Vonósnégyes / Szonáta hegedűre és zongorára / Frammenti Musicali (Baroque Sonatina / Quartetti Nos. 2 & 3 / Sonata per violino e pianoforte / Frammenti Musicali), HCD 32029, 2003
- Partita vonószenekarra / Metamorfosi / Szvit (Partita for string orchestra / Metamorfosi / Suite), HCD 32487, 2008

## Sources
- András Székely : Ki kicsoda a magyar zeneéletben? Zeneműkiadó, Budapest, 1988.  (ISBN 9633306728)
- Hegyvidék– Budapest, XII. kerületi újság, 20 avril 2010.
- Magyar életrajzi lexikon – Rezső Sugár
- BMC – Rezső Sugár

- (hu) Cet article est partiellement ou en totalité issu de l’article de Wikipédia en hongrois intitulé « Sugár Rezső » (voir la liste des auteurs).